# Michael Pacher

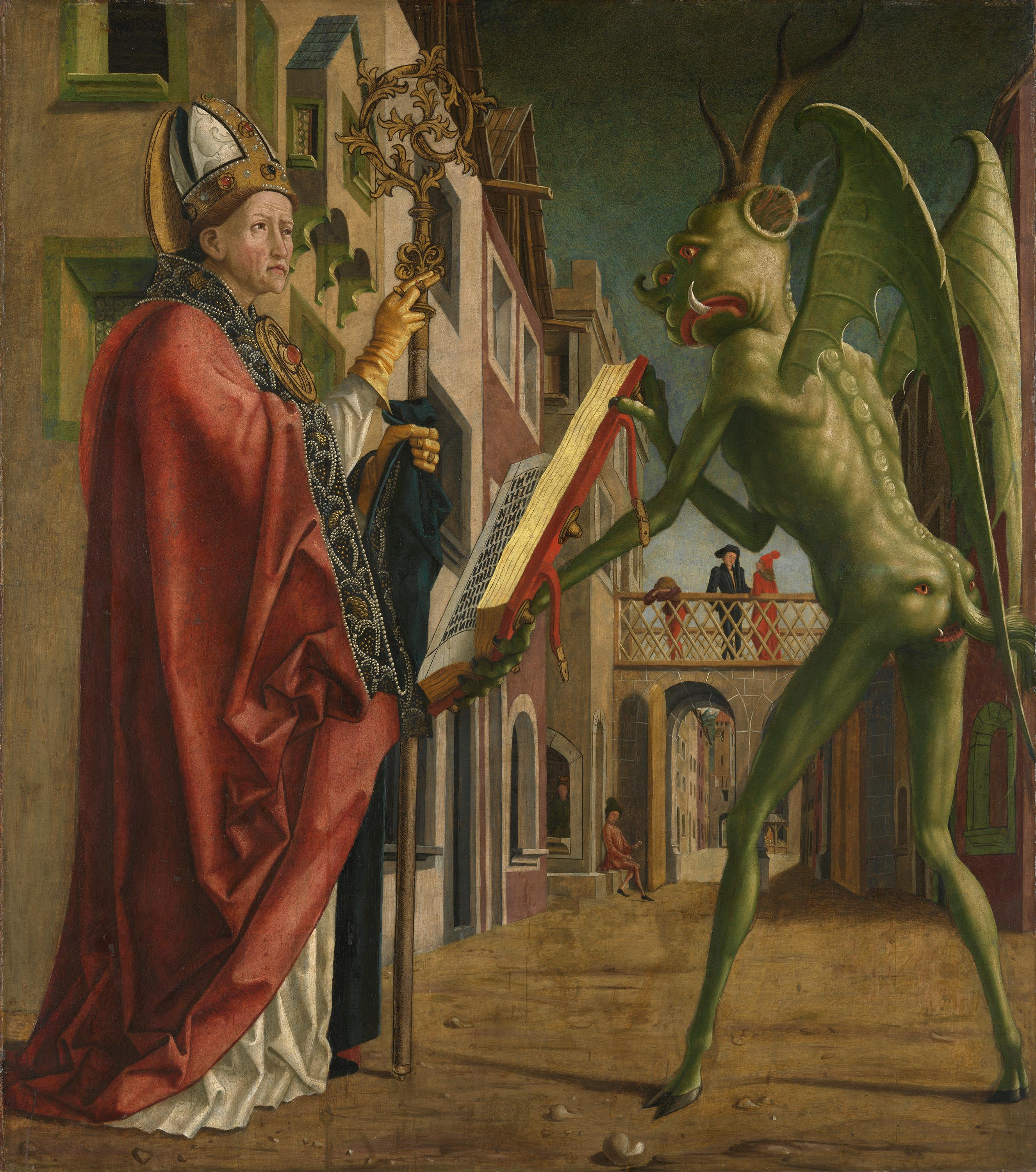
San Agustín y el Diablo por Michael Pacher (1471 - 75) en la Alte Pinakothek de Múnich.

Michael Pacher (Falzes, h. 1435-Salzburgo, agosto de 1498) fue un pintor y escultor austriaco del Gótico, activo en el último cuarto del siglo XV. Su obra más conocida es el Retablo de san Wolfgang, que contiene escenas de la vida de Jesús y la Virgen María. Su influencia es ante todo del Norte de Italia, y su trabajo comparte características con la de pintores como Andrea Mantegna; no obstante, también son evidentes las influencias alemanas, especialmente en sus esculturas de madera. Estuvo activo principalmente desde 1462 hasta su muerte.

## Biografía
La fecha de nacimiento exacta de Pacher se desconoce. Se cree que nació en el año 1435 cerca de Falzes (Bressanone) o en Bruneck, también en el Tirol, en las laderas meridionales de los Alpes Tiroleses en el territorio de lo que es hoy el Alto Adigio de la moderna Italia. Vivió en las regiones de Val Pusteria y el Alto Adigio, lo que hace de Pacher un artista de frontera.
Poco se sabe de su formación. Se cree que le influyó el retablo de Sterzing realizado por Hans Multscher (1457-58). La obra documentada más temprana de Pacher es un retablo datado en 1465 y que llevaba su firma, pero actualmente está perdido.
Pacher visitó Padua en el norte de Italia, donde recibió una fuerte influencia de la moderna pintura al fresco de Andrea Mantegna. Mantegna era considerado el maestro de la perspectiva, cuyas composiciones espaciales con un bajo punto de vista fueron importantes en el desarrollo del estilo propio de Pacher. A diferencia de la mayor parte de artistas germanos de finales del siglo XV, la inclinación de Pacher hacia la influencia italiana lo aparta del resto de sus compatriotas.
Pacher está documentado en 1467 como un distinguido artista escultor en Bruneck (lo que actualmente es Brunico), a unos cuarenta kilómetros al este de Brixen en Pustertal (Val Pusteria hoy), Tirol meridional, donde tenía un taller para la elaboración de retablos. 
Su increíble habilidad a la hora de tallar la madera y pintarla le proporcionaron trabajo para la realización de retablos en estilo alemán. Generalmente consistían en piezas centrales talladas, remates góticos tallados en lo alto, una plataforma sobre la que reposa el retablo y alas laterales pintadas.
Pacher pasó gran parte de la década de 1470 en Neustift, donde su obra consistió principalmente en frescos pintados. En 1484 le encargaron ir a Salzburgo para realizar un retablo para la orden franciscana, del cual solo se conservan algunos fragmentos.
Michael Pacher murió en el año de 1498. No se sabe con certeza dónde ocurrió, pero murió, presumiblemente, en Salzburgo, que se encuentra en la zona fronteriza entre Alemania y Austria.

## Estilo
Pacher fue uno de los primeros artistas que introdujo los principios de la pintura renacentista en Alemania. Fue un artista completo que trabajó la escultura, la pintura y la arquitectura de madera y piedra, destacando por igual en la talla de grabados en madera y en la pintura. Pintó estructuras para retablos en una escala que no tenía parangón en el arte del Norte de Europa. 

## Obra

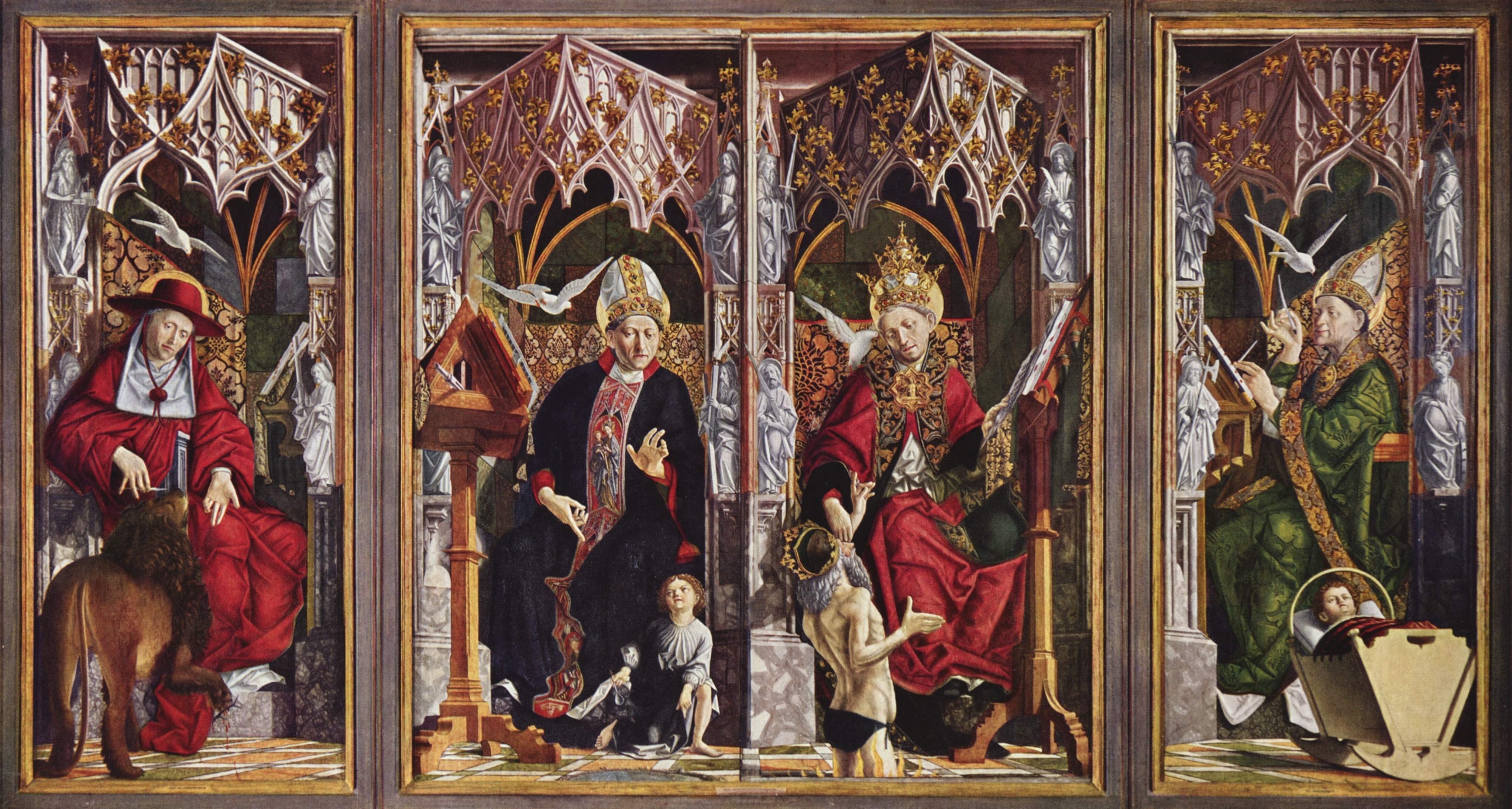
Michael Pacher: «Retablo de los Padres de la Iglesia», 1471-1475, tabla, 103 × 91 cm, Alte Pinakothek, Múnich.

Muchas de las obras de Pacher han sido destruidas o gravemente dañadas, algunas durante las guerras del siglo XVII, otras en 1709. Sus obras supervivientes más importantes son el retablo de San Wolfgang de Salzkammergut y el Retablo de los Padres de la Iglesia. Anterior a ellas es el Retablo con la coronación de la Virgen, comenzado en 1471 para la iglesia de Gries, cerca de Bolzano.
El «Retablo de San Wolfgang» (1471-1481) es su obra maestra. Está considerado uno de los retablos más destacados en madera tallada y pintada de todo el arte europeo. Su fusión del renacimiento italiano con el realismo gótico nórdico le ayudaron a crear un estilo de pintura único. Este retablo se encuentra en la iglesia de San Wolfgang en el Abersee en Austria. Es un políptico o Wandelaltar, en el que una pintura se divide a menudo entre cuatro o más segmentos o paneles. Hay dos pares de alas móviles, y tres puntos de vista claramente diferentes para usar según la época del año litúrgico en que se encuentre: uno para los días normales, otra para los domingos y otros para festividades especiales. Fue un encargo del abad Benedict Eck de Mondsee en 1471 y acabado en 1481. Se cree que Pacher no fue el único artista que contribuyó a este retablo. Se supone que su propio hermano Friedrich Pacher pintó las piezas exteriores de la obra representando escenas de la vida de San Wolfgang que solo eran visibles cuando el retablo está cerrado. No obstante, las pinturas interiores parece que todas son autógrafas de Michael Pacher. 
Por lo que se refiere al «Retablo de los Padres de la Iglesia», fue creado en 1483 para el monasterio de Neustift, cerca de Brixen. Probablemente sea la segunda obra más conocida de Pacher. En esta obra la separación entre pintura y escultura ya no es en absoluto clara. Este retablo se divide en cuatro secciones, cada una de ellas representando a uno de los cuatro grandes doctores de la Iglesia Occidental: Ambrosio, Agustín, Jerónimo y el Papa Gregorio I.